# Angelo Spina
Angelo Spina, né le 13 novembre 1954 à Colle d'Anchise, est un prélat italien, archevêque métropolitain d'Ancône-Osimo depuis le 14 juillet 2017.

## Biographie

### Jeunesse et prêtrise
Angelo Spina est ordonné prêtre le 5 janvier 1980 par Pietro Santoro (de).

### Épiscopat
Le 3 avril 2007, il est nommé évêque de Sulmona-Valva par le pape Benoît XVI et il reçoit la consécration épiscopale le 9 juin suivant par Armando Dini (de).
Le 14 juillet 2017, il est nommé archevêque d'Ancône-Osimo par le pape François.